# Михај Гимпу
Михај Гимпу (молд. Mihai Ghimpu; Колоница, 19. новембар 1951) је председник парламента Молдавије од 28. августа 2009. и в. д. председника од 11. септембра 2009. до 30. децембра 2010. Члан је Либералне странке и Алијансе за Европске интеграције.